# Sumalak
Sumalak (em línguas uzbeque e tadjique) é uma iguaria preparada em toda a Ásia Central para a celebração do Navruz, que envolve a cozedura dum produto proveniente da germinação de trigo. A preparação leva 7-10 dias e é realizada principalmente por mulheres e a cozedura final pode levar mais de 10 horas, sempre mexendo a massa no kazan, e é exclusiva de mulheres, que se vão revezando a mexer o caldeirão, cantando e contando histórias. 
Para preparar o sumalak, lavam-se os grãos de trigo 7-10 dias antes do Navruz, colocam-se num prato (ou tabuleiro, dependendo da quantidade) com água, cobrem-se com uma gaze e lavam-se três vezes por dia. O trigo em germinação deve estar numa sala escura, com uma temperatura de 16-18ºC (se a temperatura for mais baixa, o trigo pode levar muito tempo a germinar; se for mais elevada, os rebentos crescem rapidamente, mas murcham); para evitar que o trigo apanhe fungos, deve colocar-se uma grelha no tabuleiro, para que os grãos não estejam em contacto direto com a água. Quando os rebentos já têm cerca de 5 cm e se desfazem com os dedos, transformam-se em puré e lava-se e espreme-se este puré dentro duma gaze, com três medidas de água (baldes, se a quantidade for muita, cafeteiras, se for menos); estas águas de lavar o trigo parecem leite e guardam-se para a preparação final.
Começa-se com a primeira medida de “leite-de-trigo”, mistura-se-lhe farinha de trigo (da que é usada para fazer pão ou bolos; esta é uma adição nova, que permite que o processo seja mais rápido) e bate-se até ter um creme liso. Num cazan, aquece-se uma quantidade de óleo equivalente em peso à farinha usada e fritam-se nele pequenas quantidades de massa, para o clarificar. Baixa-se o lume, mistura-se toda a massa com o óleo, colocam-se dentro sete pequenas pedras e aumenta-se o calor; quando a mistura ferve, junta-se o segundo recipiente de “leite-de-trigo), mexe-se e quando esta mistura ferver, junta-se o terceiro recipiente. Não se pode deixar de mexer; ao fim de algumas horas, a mistura começa a engrossar e a mudar de cor; se ficar demasiado espessa, acrescenta-se água e, quando ferver baixa-se o lume, continuando a mexer. Depois de várias horas, o óleo começa a separar-se da mistura, que entretanto já deve estar duma bela cor castanha, e o sumalak está pronto. Nessa altura, deve baixar-se o lume quase totalmente, cobrir o cazan e deixar “apurar” mais algum tempo – não se deve destapar, nem mexer, uma vez que podem soltar-se salpicos da mistura, extremamente quente e queimar quem o tentar.
Antes de servir, quando a temperatura da mistura já estiver suficientemente baixa para se poder comer, deve ler-se o Corão e um ancião ou anciã deve misturar uma última vez o sumalak e passar uma pequena porção a outros anciões. O sumalak é normalmente servido com pão (lepeshka ou "non") e chá quente;  no entanto certas fontes indicam que se deve comer com ugra oshi sopa de carne com spaghetti feito tradicionalmente. 